# St. Martin (Herrsching)

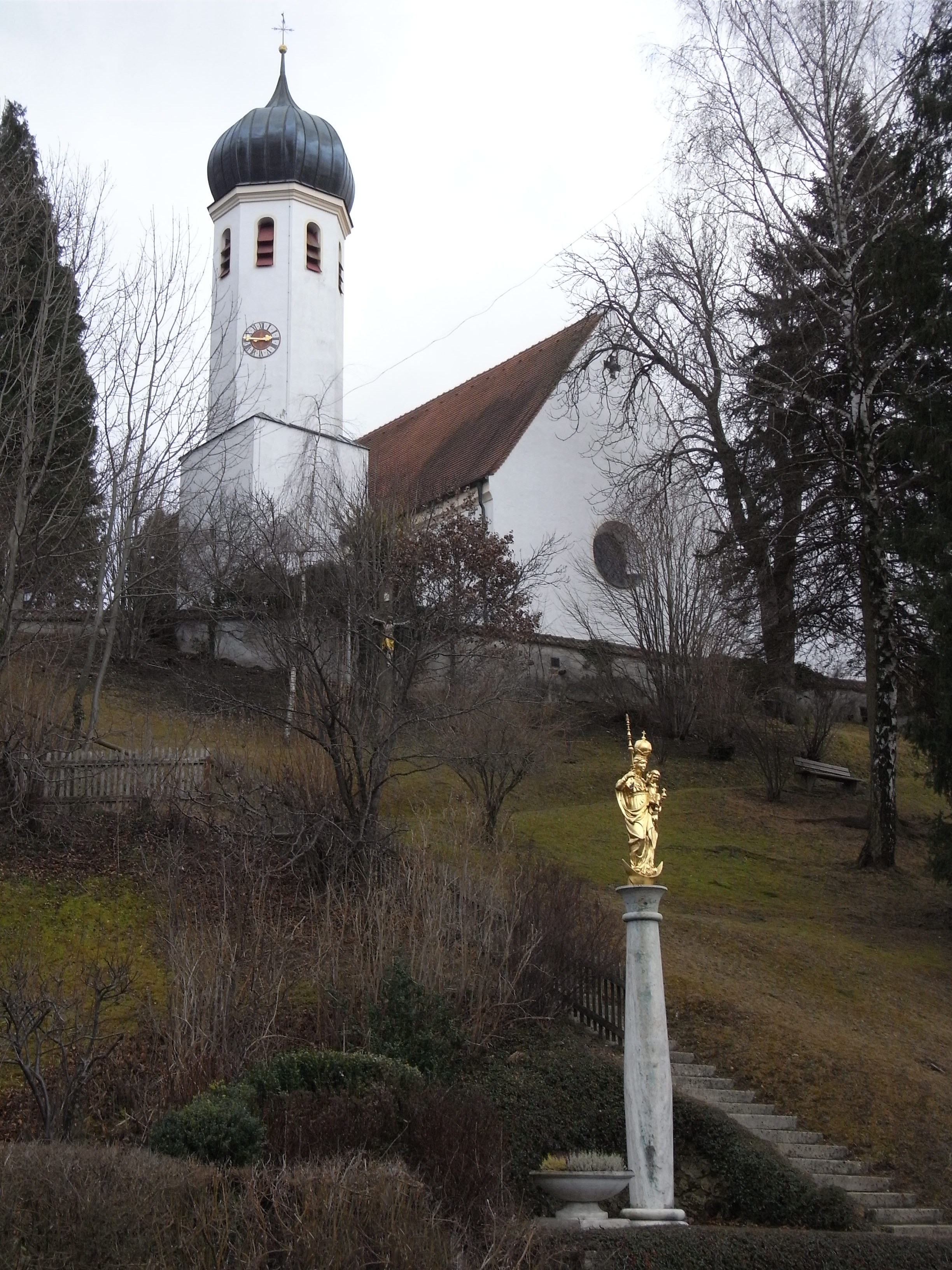
Martinskirche in Herrsching

St. Martin ist eine katholische Filialkirche in Herrsching am Ammersee und gehört zur Diözese Augsburg. Die Kirche liegt auf einem vom Kienbach umflossenen Hügel.

## Geschichte
Die Kirche St. Martin  wurde erstmals 1165 erwähnt, doch sind über den Kirchenbau keine genauen Daten bekannt. Außerdem vermutet man, es handele sich um die Eigenkirche des ersten Siedlers Horskeo und seiner Sippe.
Der Saalbau mit dem Chor stammt aus der Spätgotik. Bei der Kanzel an der nördlichen Längswand sieht man Flachschnitzereien aus der Renaissance aus dem Jahr 1600. Der Glockenturm wurde auf Antrag des Dechanten Johann Geyer beim Geistlichen Rat im Jahre 1687 errichtet.
Die barocke Überformung des Innenraums entstand in den Jahren 1762 bis 1764. An den Chorwänden befinden sich zwölf Apostelstatuetten aus dem 17. Jahrhundert. Aus der ersten Hälfte des 18. Jahrhunderts stammen die Hauptinnenausstattung und der Chor, der von einem Dießener „Kistler“ geschaffen wurde. Die beiden gleichartigen Seitenaltäre stammen aus der Mitte des 18. Jahrhunderts. An den Chorwänden befinden sich zwölf Apostelstatuetten aus dem 17. Jahrhundert.